# Scandinavian Airlines

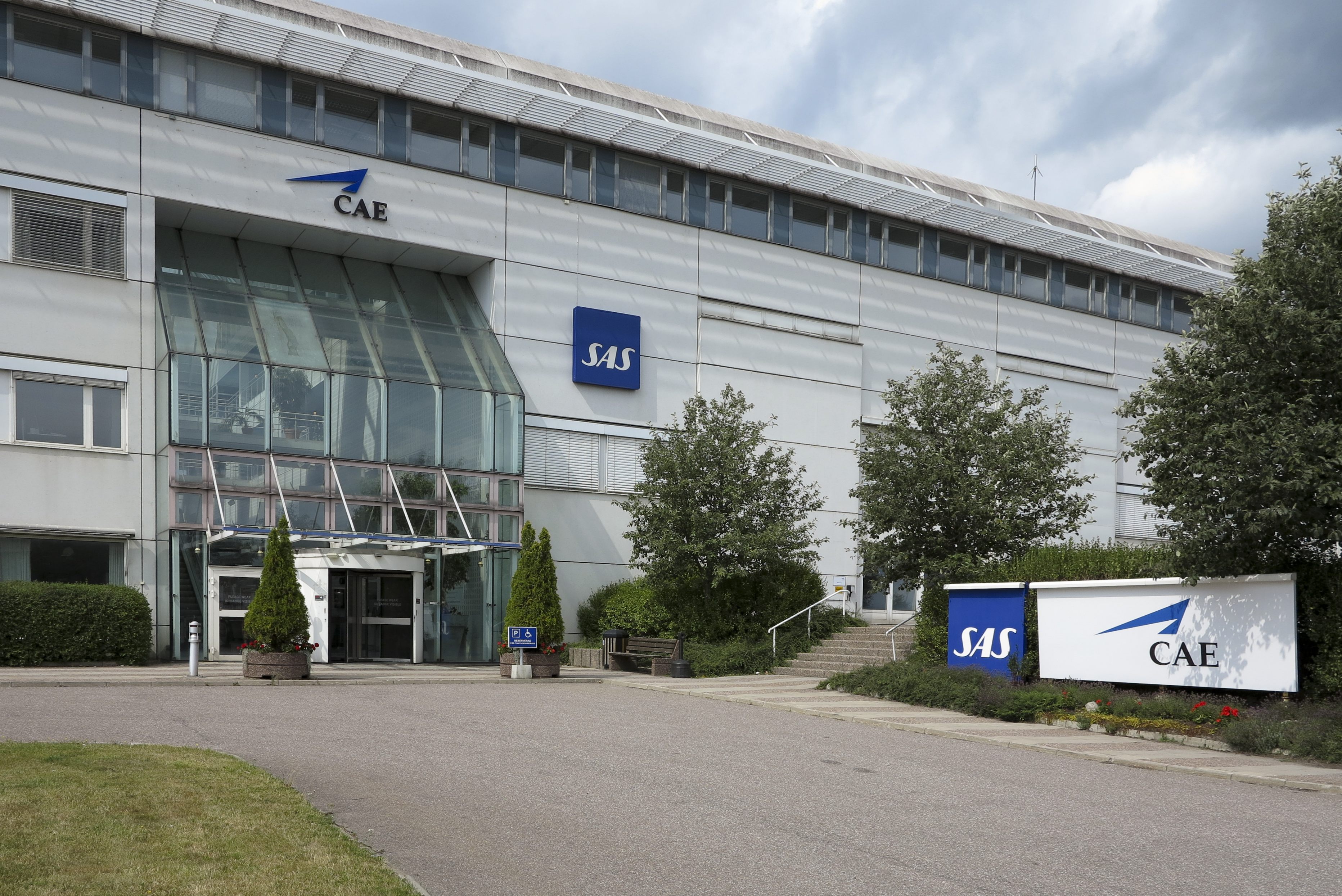
Het hoofdkantoor van de Scandinavian Airlines

Scandinavian Airlines is een deel van de SAS Groep, vroeger Scandinavian Airlines System geheten. Scandinavian Airlines is de gemeenschappelijke luchtvaartmaatschappij voor de Scandinavische landen Denemarken, Noorwegen en Zweden. Het bedrijf is beursgenoteerd en de regeringen van Zweden en Denemarken houden nog aandelen, de rest is in particuliere handen. Het werd gevormd door samenvoeging van luchtvaartmaatschappijen uit de drie landen.
Het belangrijkste internationale knooppunt (hub) voor Scandinavian Airlines is Luchthaven Kopenhagen. Arlanda Airport bij Stockholm en Luchthaven Oslo Gardermoen bij Oslo vormen de knooppunten voor binnenlandse vluchten binnen Zweden en Noorwegen. Zij bieden een aantal directe verbindingen naar internationale bestemmingen.

## Activiteiten
Scandinavian Airlines is een internationale luchtvaartmaatschappij. In het gebroken boekjaar 2016-2017 vloog het zo’n 30 miljoen passagiers naar 123 bestemmingen in Europa, Noord-Amerika en Azië. Dagelijks verzorgde de maatschappij 817 vluchten. Het maakt sinds 1996 deel uit van luchtvaartalliantie Star Alliance en was een van de mede-oprichters. Echter maakt Scandinavian Airlines per 1 september 2024 deel gaan uit van luchtvaartalliantie SkyTeam, na de gedeeltelijke overname door Air France-KLM.
De belangrijkste bedrijfsonderdelen van de SAS Groep zijn de Airline operations, voor het transport van passagiers, SAS Ground Services, SAS Technical Maintenance en SAS Cargo. Het vervoer van passagiers is verantwoordelijk voor driekwart van de totale omzet. In 2016-17 telde de groep gemiddeld 10.324 medewerkers gerekend in fte.
Veruit de meeste passagiers komen uit Scandinavië, vooral Zweden en Noorwegen. De belangrijkste concurrent in deze markt is de lagekostenluchtvaartmaatschappij Norwegian.
De moedermaatschappij is SAS AB. Deze is beursgenoteerd waarvan de notering op de beurs van Stockholm de belangrijkste is. Verder worden de aandelen verhandeld op de beurzen van Kopenhagen en Oslo.

## Geschiedenis
De vorming van SAS begon in 1946 met een samenwerkingsverband tussen de nationale luchtvaartmaatschappijen van Denemarken (Det Danske Luftfartsselskab, DDL), Zweden (Svensk Interkontinental Lufttrafik AB, SILA) en Noorwegen (Det Norske Luftfartselskap A/S, DNL), met het doel om gezamenlijk intercontinentale vliegverbindingen vanuit Scandinavië uit te voeren. De nieuwe maatschappij werd "Overseas SAS" (OSAS) genoemd. In hetzelfde jaar begon OSAS met de eerste vlucht van Stockholm naar New York met de Douglas DC-4. In 1948 werd "European SAS" (ESAS) gevormd voor vluchten binnen Europa. In 1951 werden OSAS en ESAS samengevoegd, en werd het consortium Scandinavian Airlines Systems zoals we het nu kennen gevormd, door een formele overeenkomst tussen de drie nationale luchtvaartmaatschappijen, die in 2020 afloopt. In de jaren vijftig van de twintigste eeuw breidde SAS zich sterk uit, en werd het met rechtstreekse vluchten van Kopenhagen naar Los Angeles de eerste maatschappij die over de Noordpool vloog. In 1959 kreeg SAS zijn eerste jets, de Sud-Est Caravelle. Het is opmerkelijk dat SAS de Franse Caravelle eerder in dienst nam dan Air France, dat pas later met dit vliegtuig begon te vliegen.
In 1960 kreeg SAS een van de meest gebruikte langeafstandsvliegtuigen uit die tijd, de Douglas DC-8. In 1964 begon de maatschappij naar Chicago te vliegen, en schafte een aantal Douglas DC9-41s aan voor korte en middellange afstanden, en begon zich bezig te houden met hotels.
In 1971 schafte SAS zijn eerste Boeing 747-200s aan, hoewel het eigenlijk niet het passagiersaanbod had om de aanschaf van zulke grote vliegtuigen te rechtvaardigen. De reden waarom ze de 747 toch kochten, was dat ze bang waren dat ze marktaandeel zouden verliezen aan maatschappijen die dit moderne vliegtuig in hun vloot opnamen. In 1977 kocht SAS als eerste luchtvaartmaatschappij het Franse vliegtuig de Airbus A300. Dit type vliegtuig werd gebruikt op middellange vluchten zoals Kopenhagen-Londen en Stockholm-Londen.
1981 werd Jan Carlzon algemeen directeur van het SAS-concern. Hij introduceerde als eerste businessclass voor passagiers die het volle tarief betalen. SAS noemde deze klasse "Euroclass". Dit werd een groot succes, dat nagevolgd werd door de meeste andere maatschappijen. Later introduceerde SAS de businessclass ook op intercontinentale vluchten. In 1984 werd "SAS Commuter" gesticht voor korte vluchten van kleinere luchthavens naar de knooppuntluchthavens van SAS. Voor dit doel gebruikte SAS de Fokker F-27. In 1988 bestelde SAS negen Boeing 767-300ERs en 61 McDonnell Douglas MD-8Xs.
In 1995 kocht SAS de resterende aandelen Linjeflyg, een binnenlandse luchtvaartmaatschappij in Zweden. In 1992 had het al 51% van de aandelen in handen gekregen en daarmee kreeg SAS een monopolie in de Zweedse binnenlandse markt. In 1995 bestelde SAS 41 Boeing 737-600 met de optie de bestelling te wijzigen in andere modellen uit de Boeing 737NG-reeks, die bestaat uit de modellen 737-600, -700, en -800.
In 1997 vormde SAS met United Airlines, Air Canada, Lufthansa en Thai Airways International het samenwerkingsverband de Star Alliance. De samenwerking houdt in dat de deelnemende maatschappijen doorverbindingen aanbieden aan elkaars passagiers. Vele andere maatschappijen hebben zich bij Star Alliance aangesloten, en het is nu de grootste alliantie in de luchtvaartindustrie.
1998 bracht een nieuwe bedrijfsimago met nieuwe vliegtuigbeschildering, uniformen en logo, en een nieuw vliegtuigtype, de Boeing 737-600. In dat jaar werd ook de nieuwe Luchthaven Oslo Gardermoen geopend.
In 1999 besloot SAS de Airbus A340-300 en Airbus A330-300 te kiezen - en niet de Boeing 777 - om de Boeing 767-300ER te vervangen. In 2000 neemt SAS de Bombardier Dash Q400 voor korte vluchten om de Fokker 50 te vervangen. SAS besloot zelfs de Airbus A321-200 aan te schaffen voor gebruik op de "hoofdstedendriehoek" Kopenhagen/Stockholm/Oslo en vluchten naar Londen, Parijs en Frankfurt am Main.
Jörgen Lindegaard werd in 2001 benoemd tot algemeen directeur, en werd daarmee de eerste Deen die aan het hoofd van SAS staat. De Airbus A340-300 werd in dienst genomen op het traject Kopenhagen-Delhi. Als gevolg van de terroristische aanslagen op 11 september 2001 werd SAS gedwongen grote besparingen door te voeren. De situatie werd nog verergerd toen 118 mensen het leven verloren bij een ongeluk. Een McDonnell Douglas MD-87 botste met een Cessna CitationJet op een mistige startbaan in Milaan.
Economisch gezien ging het slecht met SAS in 2002 en 2003. Het bedrijf moest verdere besparingen doorvoeren. Veel personeel werd ontslagen, en om de concurrentie met lagetariefsmaatschappijen aan te gaan, vormde SAS een nieuwe maatschappij met eigen vliegtuigen onder de naam "SAS Snowflake". Snowflake werd geen groot succes en werd in 2004 weer opgeheven.
In mei 2007 moet Sverige, de Zweedse tak van Scandinavian Airlines, alle vluchten annuleren wegens een staking van het cabinepersoneel. Onderhandelingen tussen SAS en de vakbonden die het cabinepersoneel vertegenwoordigen mislukken.

## Vloot

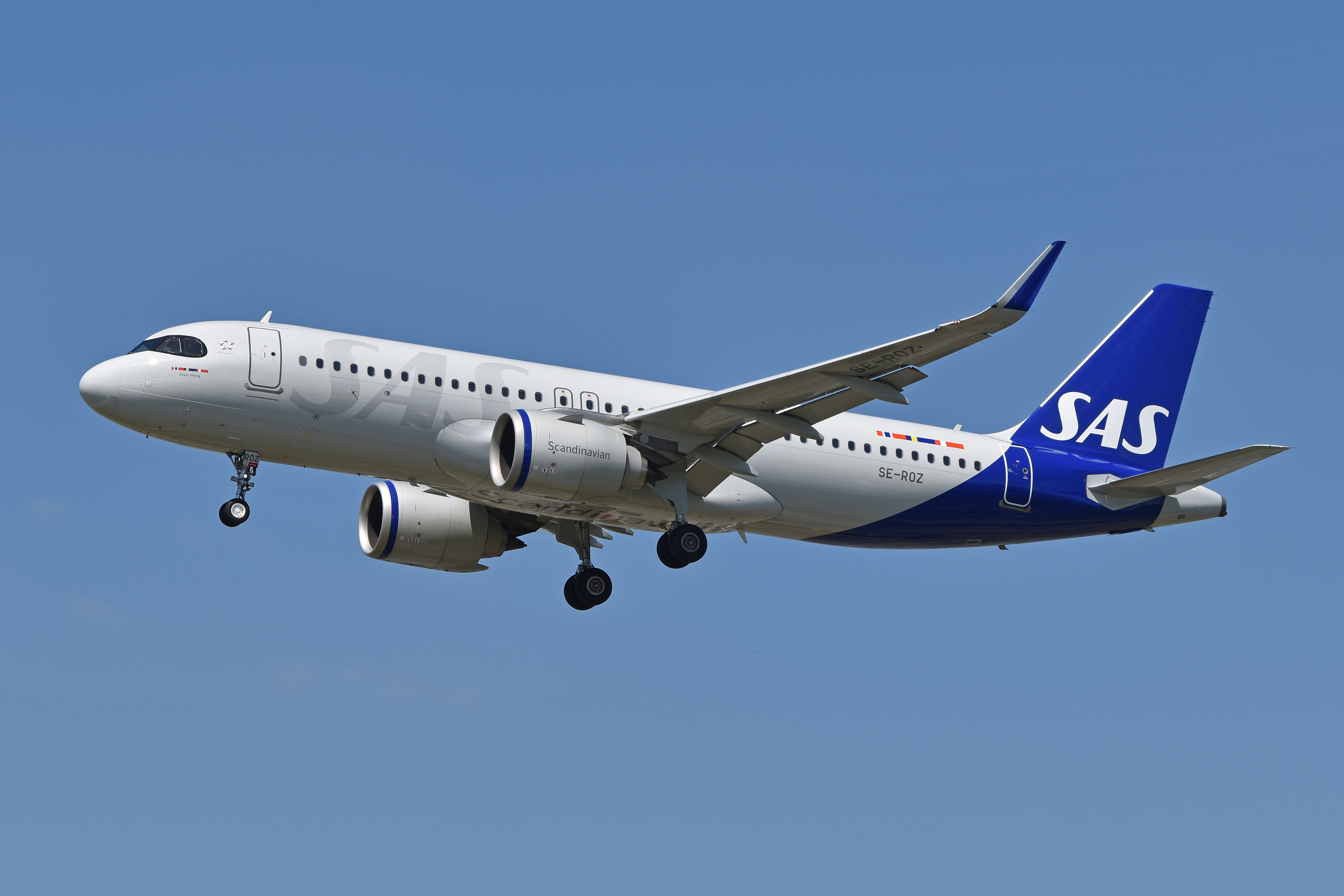
Een Airbus A320neo van SAS

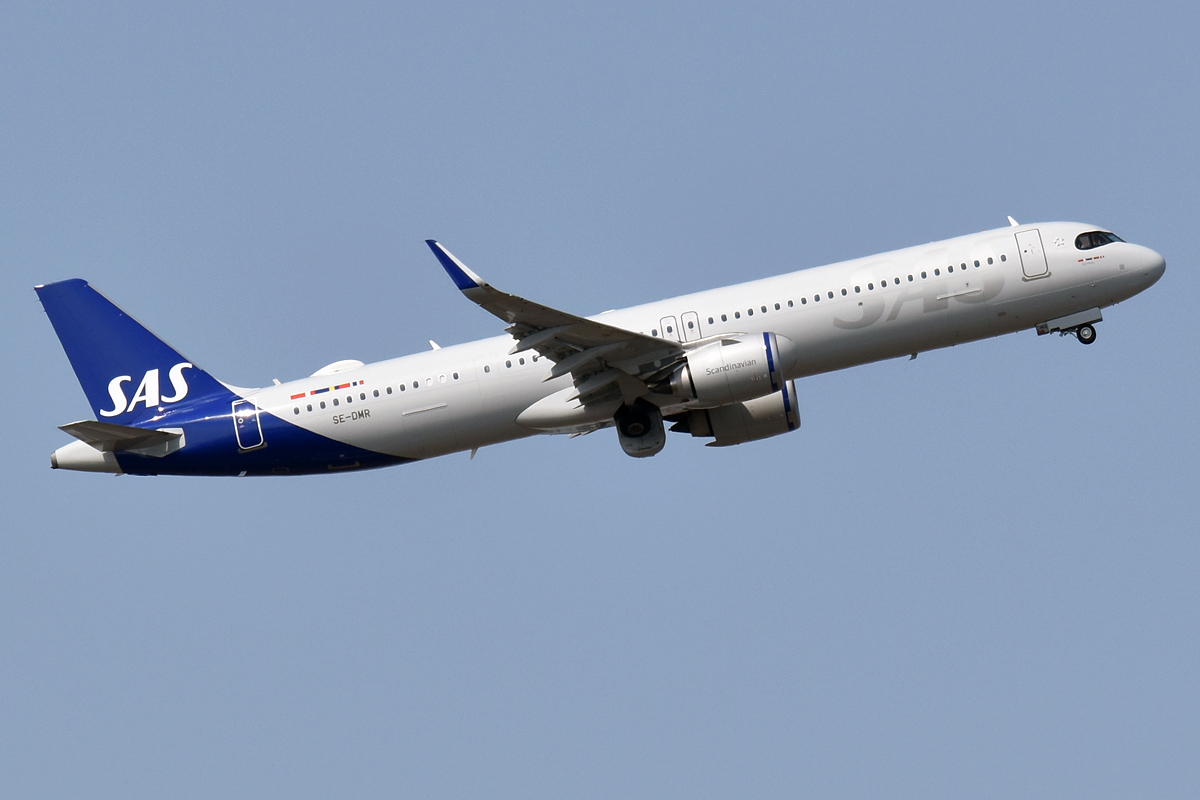
Een Airbus A321LR van SAS

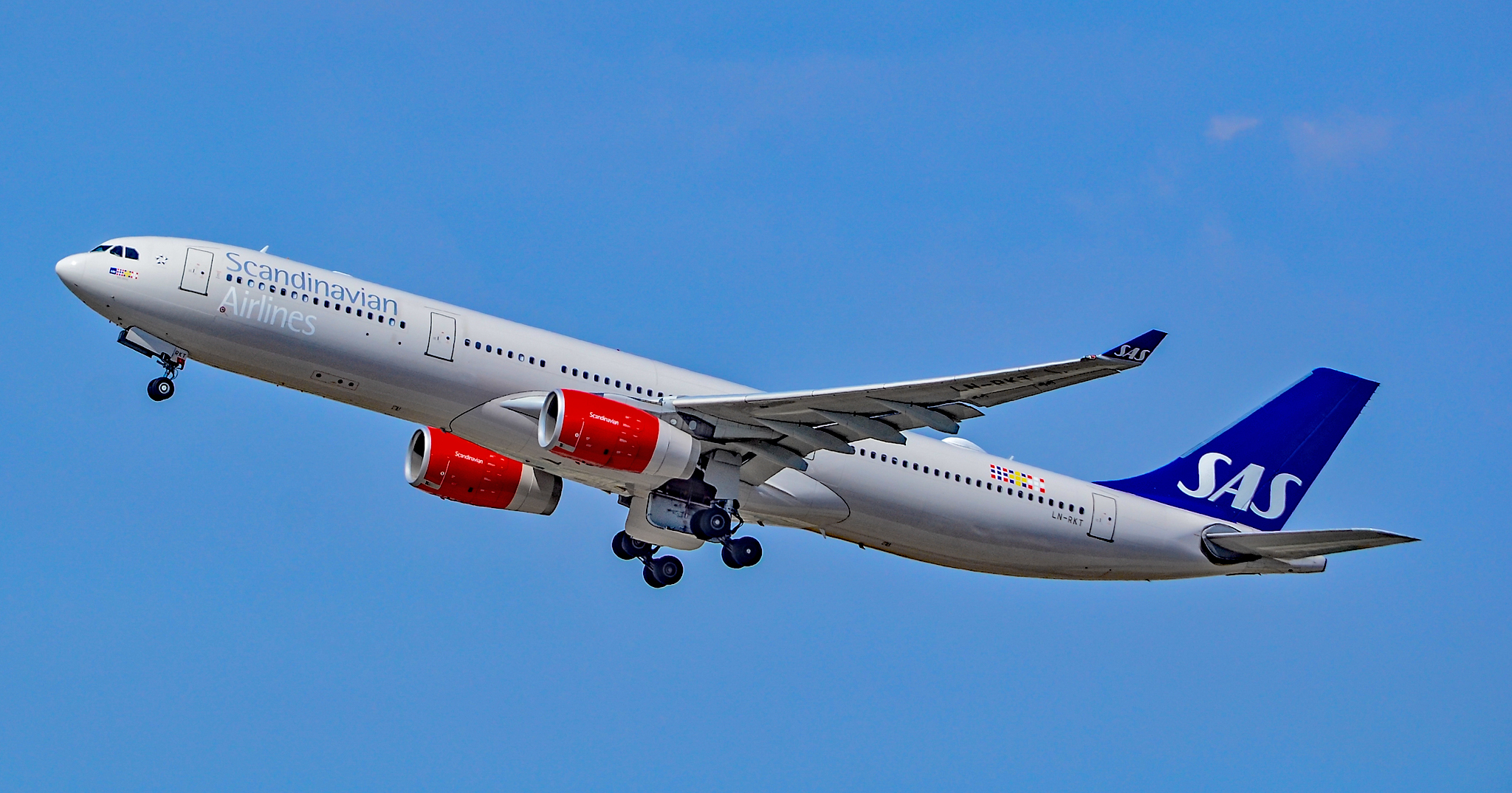
Een Airbus A330-300 van SAS

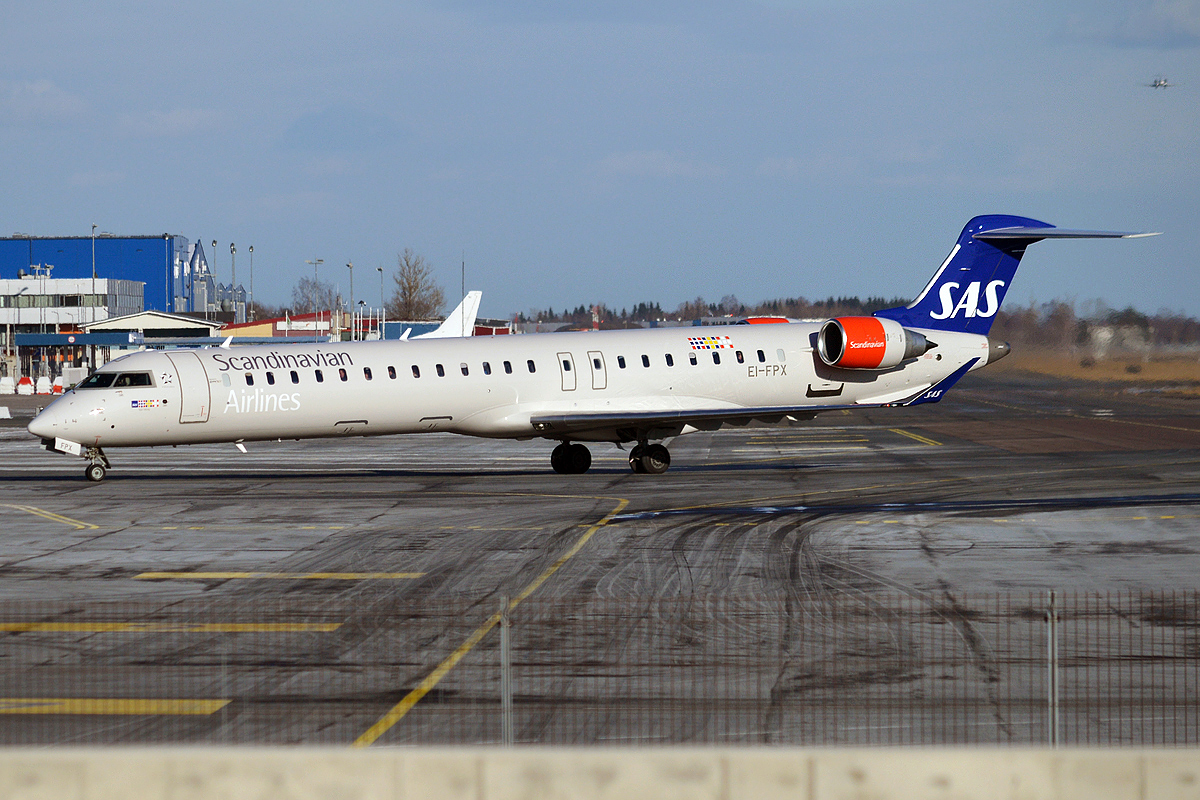
Een Bombardier CRJ-900 van SAS

De vliegtuigen van Scandinavian Airlines hebben de verschillende registraties van de landen waar SAS een hub heeft, namelijk LN in Noorwegen, OY in Denemarken of SE in Zweden.
In maart 2021 bestond de vloot van Scandiavian Airlines uit volgende toestellen:
| Type              | Aantal | Besteld | Passagiers | Passagiers | Passagiers | Passagiers | Opmerkingen                |
| Type              | Aantal | Besteld | B          | E+         | E          | Totaal     | Opmerkingen                |
| ----------------- | ------ | ------- | ---------- | ---------- | ---------- | ---------- | -------------------------- |
| ATR-72-600        | 7      | -       | -          | Var.       | Var.       | 70         | -                          |
| Airbus A319-100   | 4      | -       | -          | Var.       | Var.       | 141        | 1 in retro kleuren         |
| Airbus A320-200   | 11     | -       | -          | Var.       | Var.       | 168        | Wordt uitgefaseerd         |
| Airbus A320neo    | 44     | 36      | -          | Var.       | Var.       | 174        |                            |
| Airbus A321-200   | 8      | -       | -          | Var.       | Var.       | 198        | -                          |
| Airbus A321LR     | 1      | 2       | -          | -          | -          | -          | -                          |
| Airbus A330-300   | 9      | -       | 32         | 56         | 174        | 262        | 1 in Star Alliance kleuren |
| Airbus A350-900   | 5      | 3       | 40         | 32         | 228        | 300        | -                          |
| Boeing 737-700    | 17     | -       | -          | Var.       | Var.       | 141        | -                          |
| Boeing 737-800    | 17     | -       | -          | Var.       | Var.       | 181        | 2 in Star Alliance kleuren |
| Bombardier CRJ900 | 11     | 1       | -          | Var.       | Var.       | 88         | -                          |
| Totaal            | 134    | 42      |            |            |            |            |                            |

Op 1 juli 2025 plaatste SAS een bestelling voor 45 Embrear E195-E2-vliegtuigen, met een optie voor nog eens 10 toestellen. Met de koop wil SAS de vloot uitbreiden en vernieuwen met schonere vliegtuigen. De eerste toestellen worden verwacht per eind 2027 en dan volgt iedere maand een toestel. De totale leveringsperiode is daarmee ongeveer vier jaar. De order heeft een waarde van US$ 4 miljard.